# Rosport-Mompach
Rosport-Mompach (luxemburgisch Rouspert-Mompech) ist eine Gemeinde im Kanton Echternach im Großherzogtum Luxemburg, die aus der Fusion der ehemaligen Gemeinden Rosport und Mompach am 1. Januar 2018 entstand. Sitz der Gemeinde ist Rosport.

## Gemeindegliederung
Die Gemeinde besteht aus 15 Ortsteilen und hat insgesamt 3.630 Einwohner (1. Jan. 2021):
| Ortsteil      | Einwohner | Postleitzahl |
| ------------- | --------- | ------------ |
| Born          | 400       | 6661         |
| Boursdorf     | 18        | 6663         |
| Dickweiler    | 129       | 6557         |
| Fromburgerhof |           | 6572         |
| Girst         | 101       | 6559         |
| Girsterklause | 6         | 6558         |
| Givenich      | 77        | 6666         |
| Herborn       | 185       | 6665         |
| Hinkel        | 88        | 6560         |
| Lilien        | 7         | 6231         |
| Moersdorf     | 415       | 6691         |
| Mompach       | 245       | 6695         |
| Osweiler      | 461       | 6570         |
| Rosport       | 835       | 6580         |
| Steinheim     | 666       | 6585         |

## Politik
Die Gemeinde Rosport-Mompach wird von der Bürgerliste „Fräi Lëscht“ regiert, welche im Gemeinderat durch eine absolute Mehrheit vertreten ist.
Zu den Gemeindewahlen 2023 wechselte die Gemeinde erstmals das Wahlsystem von Majorzwahl zu Proporzwahl, da die Schwelle von 3'000 Einwohnern überschritten wurde. Zur Wahl kandidierten zwei Listen, eine Bürgerliste und eine Parteiliste. Alle beide schafften den Einzug in den Gemeinderat.
| Partei                   | Sitze: 11 | Stimmenanteil | Stimmenanteil                                                              |
| ------------------------ | --------- | ------------- | -------------------------------------------------------------------------- |
| Fräi Lëscht (FL)         | 7         | 66,11 %       | Gemeinderatswahl Rosport-Mompach 2023 %706050403020100 66,11 %33,89 % FLDP |
| Demokratesch Partei (DP) | 4         | 33,89 %       | Gemeinderatswahl Rosport-Mompach 2023 %706050403020100 66,11 %33,89 % FLDP |

## Geschichte
Bei einer Volksbefragung in den Gemeinden Rosport und Mompach am 24. April 2016 über eine mögliche Fusion der Gemeinden stimmten die Bürger von Rosport mit 80,07 % und die Bürger von Mompach mit 65,18 % für eine Fusion beider Gemeinden. Somit wurden zum 1. Januar 2018 die Gemeinden Rosport und Mompach aufgelöst und zur neuen Gemeinde Rosport-Mompach fusioniert.

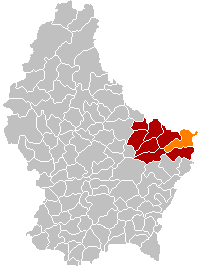
Gemeinde Rosport,
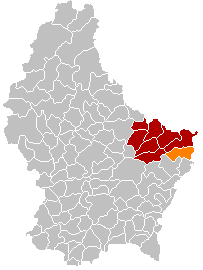
Gemeinde Mompach
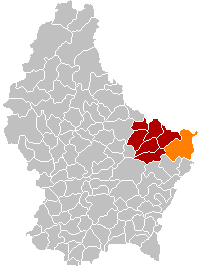
Fusionieren zu Rosport-Mompach